# Aleqa Hammond

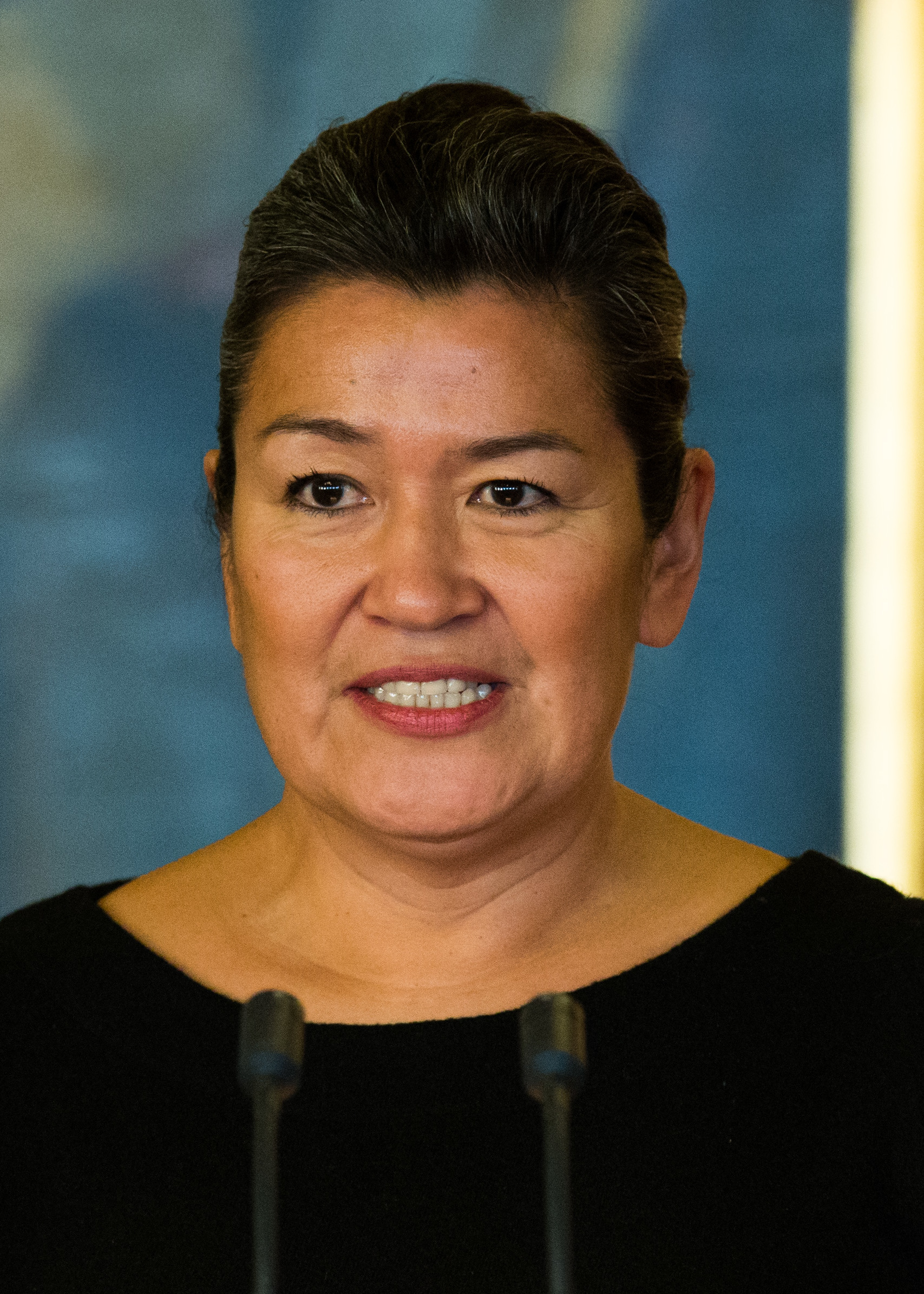
Aleqa Hammond (2013)

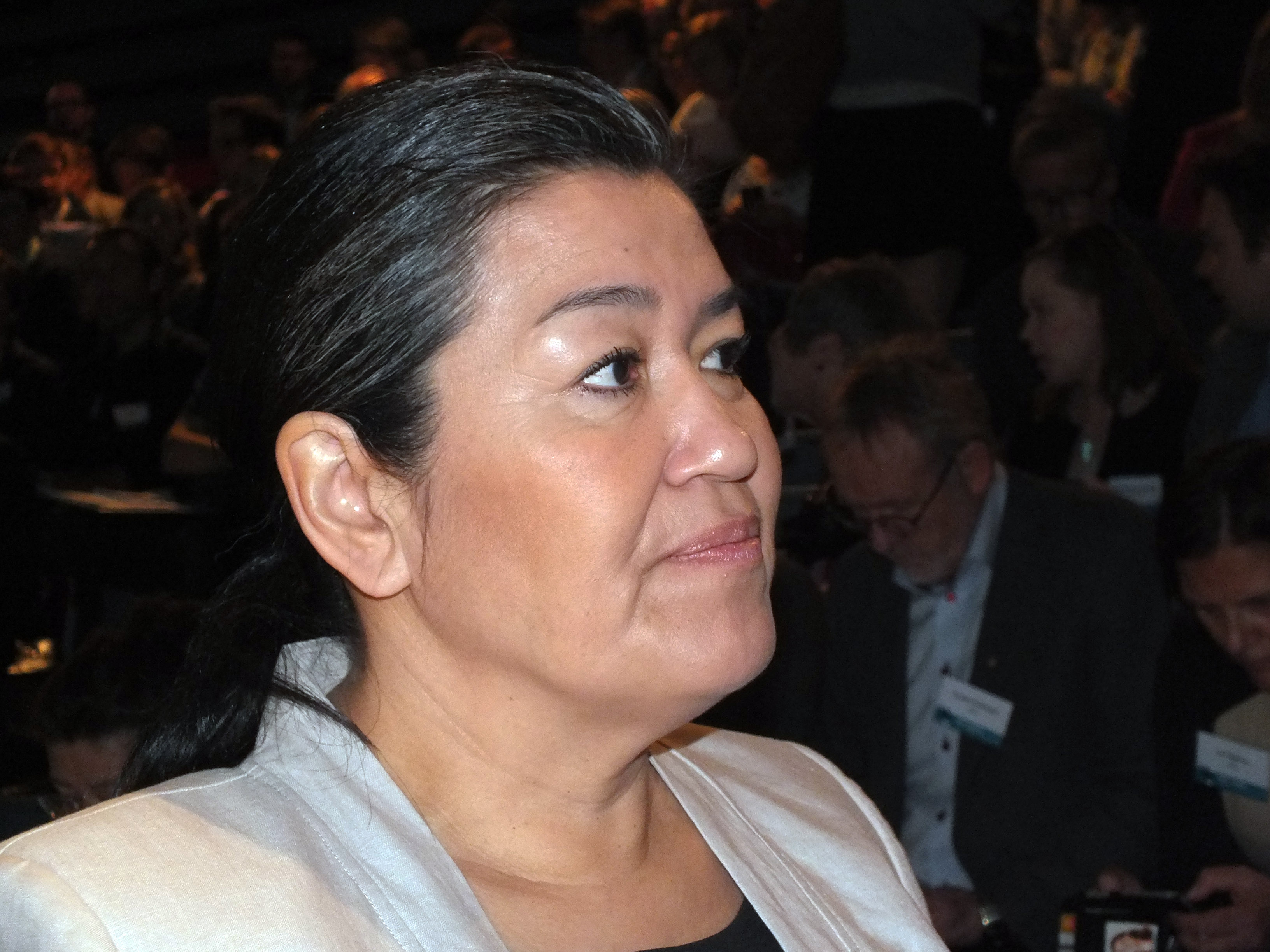
Aleqa Hammond (2013)

Aleqa Hammond (* 23. September 1965 in Narsaq) ist eine grönländische Politikerin (Siumut). Sie war von 2013 bis 2014 Regierungschefin Grönlands.

## Leben

### Frühes Leben
Aleqa Hammond wurde im südgrönländischen Narsaq als Tochter von Piitaaraq Johansen und Ane-Marie Hammond geboren und wuchs im nordgrönländischen Uummannaq auf. Ihr Vater starb bei der Jagd, als Aleqa sieben Jahre alt war. Mit 15 Jahren begann sie alleine durch die Welt zu reisen. Mit 25 hatte sie bereits 50 Länder besucht. Sie spricht sieben Sprachen, einschließlich Deutsch. 2005 heiratete sie den dänischen Museumsleiter in Qaqortoq Georg Nyegaard. Später war sie mit Tom Ostermann liiert.
Sie besuchte von 1985 bis 1987 das Gymnasium in Aasiaat. Anschließend zog sie ins kanadische Iqaluit, wo sie sich zur drei Jahre Lehrerin ausbilden ließ. 1990 kehrte sie nach Grönland zurück und begann bei Greenland Tourism und nach einem kurzen Intermezzo als Informationsmitarbeiterin im Regierungssekretariat bei Nuuk Tourism zu arbeiten. Von 1999 bis 2002 war sie Kommissarin der Inuit Circumpolar Conference. Von 2002 bis 2003 arbeitete sie an der Sulisartut Højskoliat. Anschließend wurde sie bis 2005 Tourismuschefin in Qaqortoq.

### Beginn der Politikkarriere
Ohne Ahnung von Politik ließ sie sich bei der Parlamentswahl 2005 aufstellen und wurde mit den fünftmeisten Stimmen für die Siumut ins Inatsisartut gewählt und anschließend zur Familien- und Justizministerin im Kabinett Enoksen IV ernannt. Sie behielt ihre Ressorts auch im Kabinett Enoksen V, das am 1. Mai 2007 gebildet wurde, erhielt aber am 30. Mai interimsweise vom zurückgetretenen Lars-Emil Johansen das Finanzministerium dazu und wurde am 18. Juni zur Finanz- und Außenministerin ernannt. Nach einem Jahr trat sie zurück, da sie den Haushaltsplan für unverantwortlich hielt.
Sie kandidierte bei der Parlamentswahl 2009 für ihre Wiederwahl ins Inatsisartut und konnte die meisten Stimmen aller Siumut-Kandidaten erhalten und übertraf damit sogar den amtierenden Regierungschef Hans Enoksen. Weil die Siumut dabei aber erstmals in der Geschichte die Regierungsmacht verlor, trat Hans Enoksen am Tag nach der Wahl zurück, bevor Aleqa Hammond wenige Tage später am 8. Juni 2009 zur neuen Parteivorsitzenden gewählt wurde.

### Zeit als Regierungschefin
Bei der Wahl am 12. März 2013 konnte sie 22,8 % aller Stimmen auf sich vereinen und sorgte damit mit mehr als der Hälfte aller Stimmen für die Siumut für deren Wahlsieg. Anschließend bildete sie eine Koalition mit der Atassut und der neugegründeten Partii Inuit. Das Kabinett Hammond I nahm am 5. April ihre Arbeit auf. Damit wurde sie die erste und bis heute einzige weibliche grönländische Regierungschefin. Sie bemühte sich darum, Grönlands Wirtschaftlichkeit durch die Ausnutzung der Bodenschätze zu erhöhen. Am 23. Oktober desselben Jahres verließ die Partii Inuit die Regierung wegen Uneinigkeit über die Aufhebung des Abbauverbots für Uran. Die Koalition hatte doch auch nur aus Siumut und Atassut bestehend noch eine Mehrheit, sodass das Kabinett Hammond II die Arbeit fortsetzen konnte. Am 1. Oktober 2014 trat Aleqa Hammond zurück, nachdem öffentlich geworden war, dass sie über 100.000 Kronen (rund 14.000 Euro) aus Haushaltsmitteln erst falsch abgerechnet und dann anderthalb Jahre lang nicht zurückerstattet hatte, woraufhin die Atassut die Regierung verlassen hatte. Kim Kielsen übernahm damit bis zu den Neuwahlen die Regierungsgeschäfte und wurde am 18. Oktober zum neuen Parteivorsitzenden gewählt, nachdem Aleqa Hammond auch diesen abgegeben hatte. Bei der folgenden Parlamentswahl trat sie nicht mehr an.
Am 20. Juli 2013 erhielt sie den Nersornaat in Gold.

### Karriere im Folketing und Parteiaustritt
Bei der Folketingswahl 2015 machte sie ein Comeback und wurde für die Siumut ins Folketing gewählt. Im August 2016 wurde bekannt, dass sie erneut private Einkäufe mit ihrer Folketingskreditkarte bezahlt hatte. Ihre Partei ließ sie entscheiden, ob sie von ihrem Folketingssitz zurücktritt oder aus der Partei ausgeschlossen wird. Aleqa Hammond wurde schließlich Parteilose im dänischen Parlament.
Im April 2018 schloss sie sich Vittus Qujaukitsoqs neuer Partei Nunatta Qitornai an und vertrat fortan diese im Folketing. Im selben Monat kandidierte sie bei der Parlamentswahl und erreichte mit 171 Stimmen den ersten Nachrückplatz ihrer Partei. Da Vittus Qujaukitsoq zum Minister ernannt wurde, rückte sie für ihn ins Inatsisartut auf und hatte damit ein Doppelmandat inne. Bei der Folketingswahl 2019 konnte sie ihren Platz im Folketing trotz eines Achtungserfolgs für ihre kleine Partei nicht verteidigen. Bei der Parlamentswahl 2021 trat sie wieder für die Nunatta Qitornai an, erhielt 271 Stimmen und damit zwei mehr als der Parteivorsitzende Vittus Qujaukitsoq, allerdings scheiterte die Partei an der Wiederwahl und Aleqa Hammond schied aus dem Inatsisartut aus.

### Rückkehr
Am 23. Oktober 2021 trat sie auf Einladung des Siumut-Vorsitzenden Erik Jensen wieder ihrer alten Partei bei.
Ohne ein politisches Mandat wurde sie 2025 mit 23 zu 19 Stimmen gegenüber der Vivian Motzfeldt, die nach dem Rücktritt von Erik Jensen kommissarische Vorsitzende war, nach elf Jahren erneut zur Parteivorsitzenden der Siumut gewählt.